# Delphinium dubium
Espèce
Classification phylogénétique
Delphinium dubium (la Dauphinelle du Dauphiné, Dauphinelle douteuse, Pied-d'alouette douteux, Pied-d'alouette vivace, Pied-de-mouche-abeille), est une espèce de plantes à fleurs du genre Delphinium, de la famille des Renonculacées.
La Dauphinelle du Dauphiné est une plante herbacée vivace qui fleurit de juin à août dans les mégaphorbiaies d’altitude (1 300 à 2 000 m) de l’Europe alpino-méridionale (Alpes : sud-est de la France, nord de l'Italie).
Cette plante extrêmement rare fut brièvement mentionnée pour la première fois en 1893 sous le nom de Delphinium elatum var. dubium par Georges Rouy et Julien Foucaud dans leur « Flore de France », tome 1, page 133.
Son nom définitif est défini en 1933-1934 par Bogumil Pawlowski dans le Bulletin international de l'Académie Polonaise des Sciences et des Lettres, Classe des Sciences Mathématiques et Naturelles Série B, Sciences naturelles I, Botanique, 1933 1934, page 39 (Rozprawy Akademii Umiejetnosci. Wydzial Matematyczno-Przyrodniczy).
De juillet à mi-août, on peut la trouver: 
- Face au village du Monêtier-les-Bains, dans le Parc national des Écrins, dans le « vallon du Grand Tabuc » en montant au « Pas de l'Âne ».
- Au vallon du Crachet versant Ouest du col de Vars[2].
- Au dessus de Montgenèvre (en haut des pistes de ski): près du lac de Chaussée et au pied du rocher de l'Aigle.

C’est un bonheur d'admirer son bleu intense en compagnie du jaune pâle des Aconits tue-loup et du rouge soutenu des Rhododendrons ferrugineux.

## Description

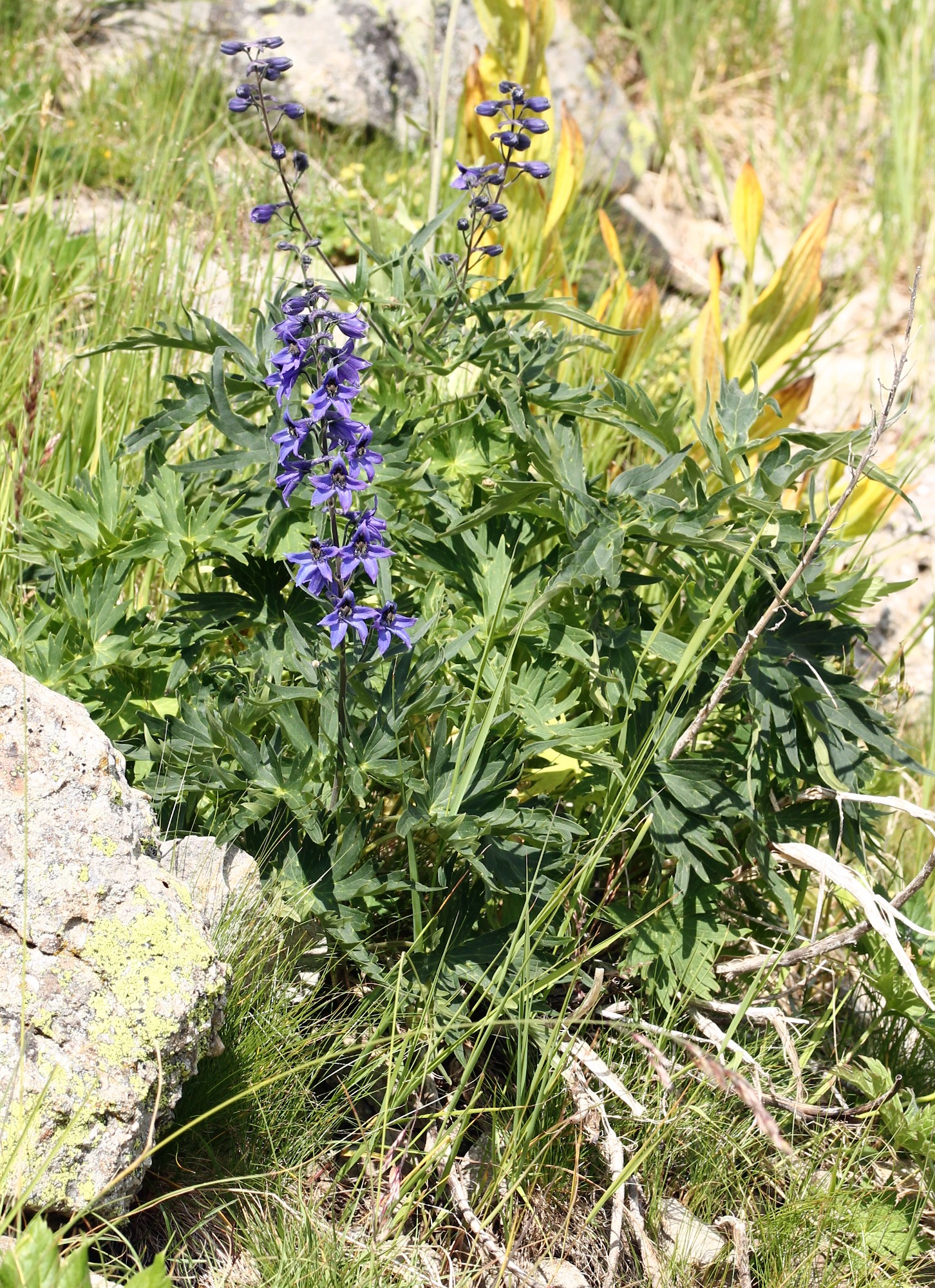

Ses feuilles palmées sont profondément découpées ; elles sont divisées en cinq à sept segments profondément incisés.
Les fleurs forment une longue grappe étroite, parfois ramifiée. Les deux pétales supérieurs sont transformés en nectaires qui sont engagés dans l'éperon formé par le sépale postérieur. Les deux pétales inférieurs sont barbus.
Les fruits sont glabres.
Le pédicelle floral et le calice sont velus.
Delphinium elatum L. (que l’on trouve principalement en Haute-Savoie) est une espèce très voisine qui se distingue par un pédicelle floral et un calice glabres.
Chez le Delphinium montanum DC. (Pyrénées centrales et orientales) toute la plante est velue, y compris les fruits.

## Synonyme
Selon "The Plant List" 28 août 2012 :
- Delphinium elatum var. dubium Rouy & Foucaud, 1893